# Christine-Égypta Bonaparte
Christine-Égypta Bonaparte, ou Christine-Égypte Bonaparte est la fille de Lucien Bonaparte et de Christine Boyer, également la nièce de l'empereur Napoléon Bonaparte. Elle est née le 19 octobre 1798 à Paris, et morte le 19 mai 1847 à Rome.

## Mariages
Christine-Égypta Bonaparte épouse le 18 mars 1818 le comte Arvid Posse (11 juin 1782-Mai 1826), fils de Frederik Posse et de Carolina Stedt, avec qui elle n'a pas d'enfants.
Le 20 juillet 1824 Christine-Egypta épouse l'homme politique britannique Lord Dudley Coutts Stuart.